# Badminton 1901
Höhepunkt des Badmintonjahres 1901 waren die All England, welche zum dritten Mal ausgetragen wurden.
==Internationale Veranstaltungen ==
| Veranstaltung | Herreneinzel | Dameneinzel      | Herrendoppel                 | Damendoppel                | Mixed                                  |
| ------------- | ------------ | ---------------- | ---------------------------- | -------------------------- | -------------------------------------- |
| All England   | H. W. Davies | Ethel B. Thomson | H. L. Mellersh F. S. Collier | Daisey St. John E. Moseley | F. S. Collier Ellen Mary Stawell-Brown |

## Terminkalender
| Veranstaltung | Ort    | Datum                  |
| ------------- | ------ | ---------------------- |
| All England   | London | 10. bis 11. April 1901 |